# Церква Кирила і Мефодія (Тишківка)

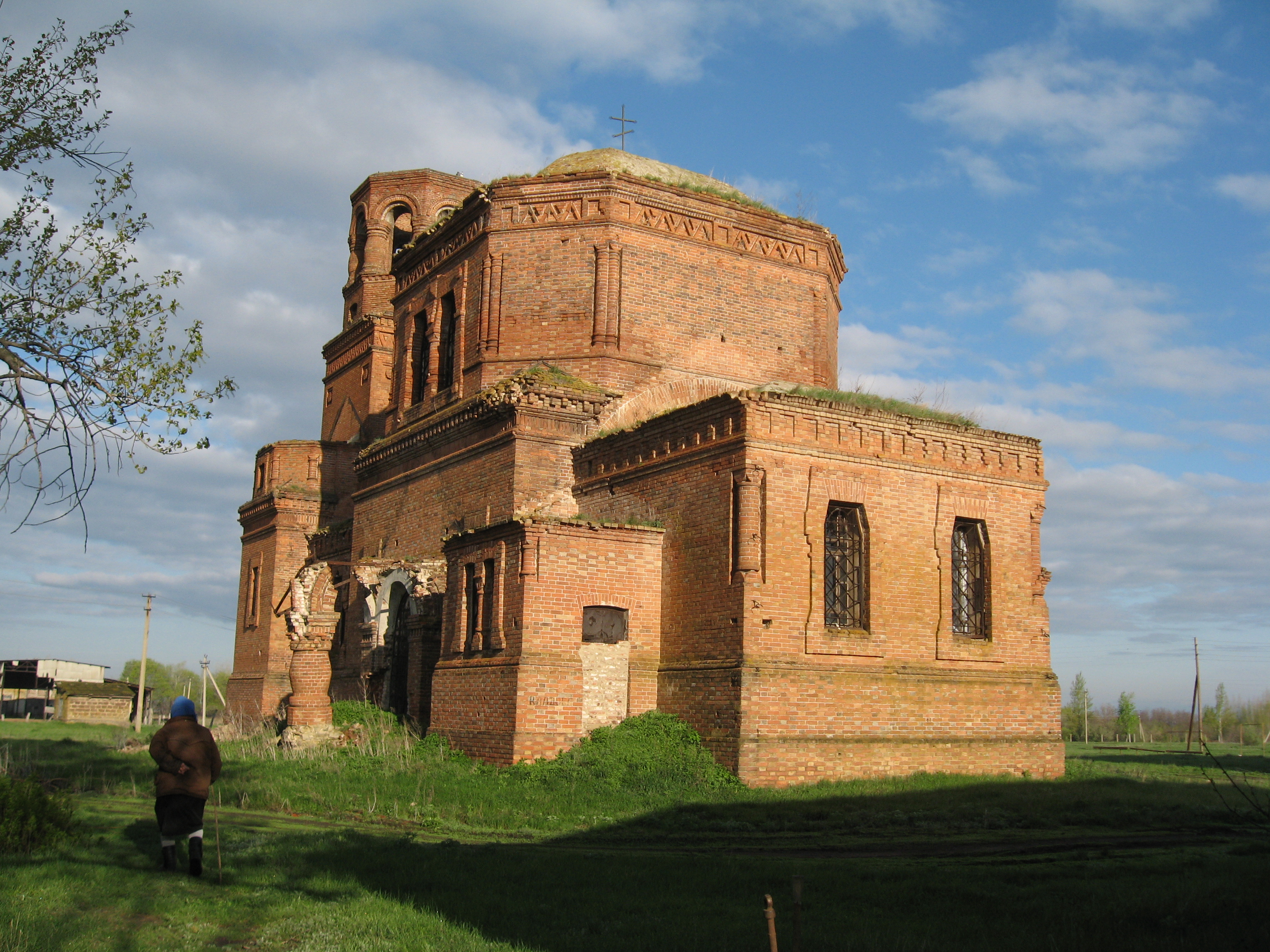
Церква Кирила і Мефодія поч.20 ст., с. Тишківка, Марківський р-н., Луганська обл. (2008)

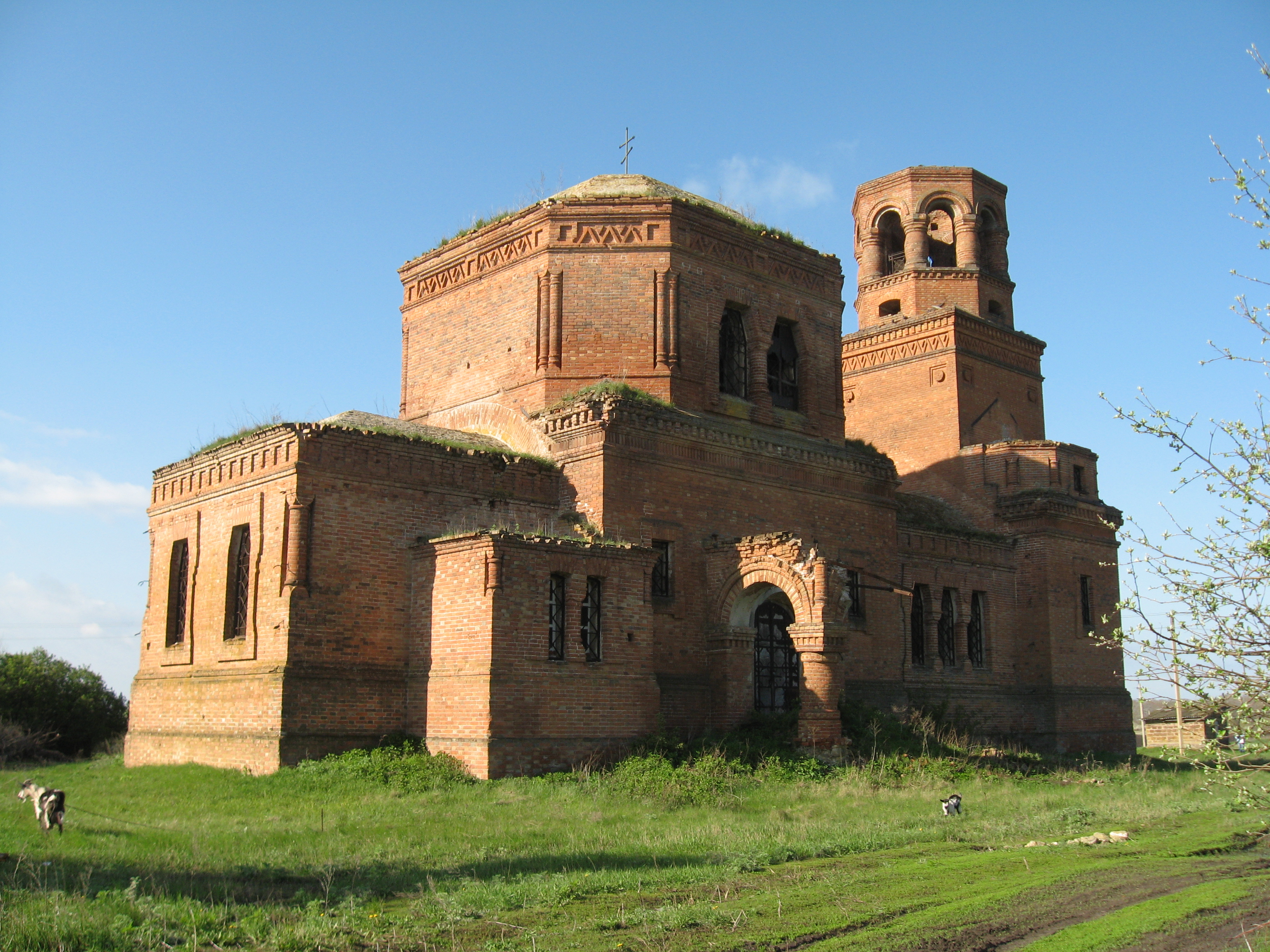
Церква Кирила і Мефодія поч.20 ст., с. Тишківка, Марківський р-н., Луганська обл. (2008)

49°27′52″ пн. ш. 39°29′31″ сх. д. / 49.464555756866° пн. ш. 39.491870627383° сх. д.
Церква Кирила і Мефодія — церква святих Кирила та Мефодія, що знаходиться в селі Тишківка Марківського району Луганської області. Побудована у 1905—1915 рр.
Церкву побудовано за проєктом штатного архітектора Харківської єпархії Володимира Миколайовича Покровського.

## Опис
Церква побудована у стилі модерну з елементами романської й староруської архітектури. Це восьмикутна будівля з арковими вікнами й восьмикінечними хрестами на віконницях нагадує храм Ордена Тамплієрів.В архітектурі церкви співіснують характерні для українського модерну шестикутні вікна, ґанки, оформлені під храми XVII сторіччя, парні вікна та декоративні колони по кутах, привнесені з візантійської архітектури.
Цеглу різноманітної форми для будівництва храму виготовляли в самій Тишківці. Для цього поблизу майбутнього храму спорудили спеціальну мініцегельню. Керамічну плитку для мозаїчної підлоги замовили на Харківському заводі Берґенгейма. Розписи та інші внутрішні роботи у кошторис не заклали. Після відкриття Кирило-Мефодіївської церкви й початку богослужінь про це мали подбати парафіяни.

## Історія
Закрита у кінці 20-х — початку 30-х років. Потім більше за півстоліття тут було зерносховище. Богослужіння в церкві поновлено в 1993 році.
У 2008 році храм внесено до Державного реєстру культурної спадщини України.